# Fastighetsbeteckning
Fastighetsbeteckning är i Sverige och Finland en särskiljande benämning eller kod som identifierar en fastighet.
Den myndighet som upprätthåller fastighetsregistren och ansvarar för fastighetsbeteckningarna är Lantmäteriet i Sverige respektive Lantmäteriverket i Finland.

## Sverige
I Sverige består fastighetsbeteckningen av fyra delar:
- Kommun
- Trakt
- Blocknummer
- Enhetsnummer[1]

Tillsammans bildar de en beteckning som kan skrivas Ulricehamn Töve 7:3 eller i löpande text Töve 7:3 i Ulricehamns kommun. Ett traktnamn på landsbygden eller i en mindre tätort är ofta namnet på en by eller viktigare gård (gods). I de flesta städer och andra centralorter har fastigheterna ofta beteckningar enligt ett något annorlunda system: För fastigheter med bebyggelse (befintlig eller planerad) motsvaras traktnamnen då av kvartersnamn, vilka kan bestå av lite vad som helst (till exempel fåglar, blommor, bergarter, musikinstrument eller yrken). Därefter sätts bara ett nummer, exempelvis Mjölby Tulpanen 7. Ofta har kvartersnamnen i en viss stadsdel ett gemensamt tema eller en gemensam begynnelsebokstav. Fastigheter som utgör gator och parker i dessa tätorter brukar dock ha beteckningar enligt samma modell som på landsbygden, exempelvis Mjölby Mjölby 40:8. I några orter som använder detta system, däribland Falun och Askersund, har det inte tillämpats på hela tätorten. Därtill utmärker sig några större tätorter, däribland Uppsala, Gävle och Ljusdal, genom att enbart använda landsbygdsmodellen. 
Den som via en karta vill hitta beteckningen på en viss fastighet kan använda Lantmäteriets webbplats Min karta med lagret Fastighetsgränser påslaget. Genom att klicka på en fastighetsbeteckning ges en del ytterligare information om fastigheten.

## Finland
I Finland består fastighetsbeteckningen av en nummerserie i fyra delar, exempelvis 771-402-2-3.
Ursprunget till de fyra delarna motsvarar den svenska fastighetsbeteckningens uppbyggnad:
- Kommun
- Lokaliseringsområde: registerby eller stadsdel (i Sverige: trakt)
- Grupp (i Sverige: blocknummer)
- Enhet (i Sverige: enhetsnummer)[3]

I Finland har också flertalet fastigheter, särskilt på landsbygden, ett namn.
Den som via en karta vill hitta beteckning och namn på en viss fastighet kan använda Lantmäteriverkets webbplats Kartplatsen med lagren Fastighetsgränser och Fastighetsbeteckningar påslagna. Genom att klicka på en fastighetsbeteckning framgår också kommunens och fastighetens namn samt hur många skiften som fastigheten består av.

## Historia
Fastighetsbeteckningarna har samma historiska ursprung och ungefär samma utveckling i Sverige och Finland.
I äldre tider registrerades fastigheterna på landsbygden i jordeböckerna som var uppställda efter socknar, byar och gårdar. Städerna var vanligtvis indelade i stadsdelar, kvarter och tomter. 
Under första halvan av 1700-talet tillkom på landsbygden nummer på de olika gårdarna i byarna, så kallade jordeboksnummer. På samma sätt numrerades ofta tomterna i städerna. Redan från den tiden fanns alltså tre av de fyra delar som fastighetsbeteckningarna är uppbyggda av: Socken (numera kommun), by eller stadsdel (numera trakt/lokaliseringsområde) och nummer (numera blocknummer/grupp). Dagens blocknummer motsvarar på landsbygden inte sällan de jordeboksnummer som bestämdes under tidigt 1700-tal.
Längre fram, i Sverige under andra halvan av 1800-talet, tillkom ett enhetsnummer så att också varje fastighet fick en unik beteckning. I de lagfartsböcker som började föras i hela landet på 1870-talet finns en särskild kolumn för numret. Det skrevs länge ofta upphöjt (Björksta 23), så exempelvis på den ekonomiska kartan från mitten av 1900-talet. Numera åskils det med ett kolon från blocknumret (Björksta 2:3).
I både Sverige och Finland har sedan andra halvan av 1900-talet olika fastighetsregisterreformer genomförts. De viktigaste förändringarna har varit att kommunerna har ersatt socknarna som indelning samtidigt som begreppet by ersatts av trakt/lokaliseringsområde.
I Finland gick man 2014 ännu längre och frikopplade fastighetsbeteckningen från geografin.